# La fine del millennio
La fine del millennio è un singolo del cantante italiano Vasco Rossi, pubblicato nel 1999. Il brano che dà il titolo al singolo è presente in due versioni: una versione "demo" e una "dal vivo", registrata il 14 settembre 1999 a Rosà durante il "Rewind tour". La canzone era stata presentata come "prima assoluta" in un concerto a Palermo, sempre durante il "Rewind tour" .
Il singolo è arrivato in prima posizione per otto settimane.
L'incasso della vendita di questo singolo è stato devoluto all'associazione Massimo Riva.
La canzone entrerà a far parte del doppio album Tracks, pubblicato nel 2002.

## Tracce
1. La fine del millennio (Live)
2. La fine del millennio (Demo)

## Formazione
- Vasco Rossi - voce
- Claudio Golinelli - basso
- Jonathan Moffett - batteria
- Maurizio Solieri - chitarra
- Stef Burns - chitarra, chitarra solista
- Andrea Innesto - corno, cori
- Alberto Rocchetti - tastiere
- Clara Moroni - cori
- Frank Nemola - cori

## Classifiche

### Classifiche settimanali
| Classifica (1999) | Posizione massima |
| ----------------- | ----------------- |
| Italia            | 1                 |

### Classifiche di fine anno
| Classifica (1999) | Posizione |
| ----------------- | --------- |
| Italia            | 7         |